# Пучков, Григорий Сергеевич
Пучков Григорий Сергеевич (1908, Коловертное, Лбищенский уезд, Уральская область, Российская империя — 26 марта 1945, Польша) — разведчик, старший сержант, кавалер ордена Славы трех степеней (1944,1945 гг.), участник Великой Отечественной войны, защитник Ленинграда.

## Биография
Пучков Григорий Сергеевич родился в 1908 году в поселке Коловертный, Лбищенской станицы Уральского казачьего войска (ныне - село Коловертное Акжаикского района Западно-Казахстанской области Казахстана) в казачьей семье. Получил образование 7 классов.Работал в колхозе. В 1942 году поступил на службу в ряды Красной Армии. Проходил службу в звании рядового 9-й разведывательной роты (46-я стрелковая дивизия, 21-я армия Ленинградского фронта). За проникновение во вражеский стан под городом Выборг и захват в плен 2 немецких солдат, 2 июля 1944 года был отмечен орденом Славы 3-й степени.
Командуя отделением 2-й ударной армии Ленинградского фронта, в сентябре 1944 года под городом Раквере (Эстония) Пучков в составе группы прикрытия обезвредил порядка 10 немецких военных, а также уничтожил пулеметный расчет. За что 24 октября 1944 года был удостоен ордена Славы 2-й степени.
Находясь во вражеском тылу на Белорусском фронте, 14- 16 января 1945 года Пучков направлял огонь дальнобойной артиллерии. При схватке с вражескими силами под городом Цеханува (Польша) бригада Пучкова нейтрализовала более 10 немецких солдат, ещё 11 были взяты в плен.
Погиб в бою 23 марта 1945 года.

## Награды
- Орден Славы 3-й степени
- Орден Славы 2-й степени
- Орден Славы 1-й степени[3]
- Орден Красной Звезды[4]